# Filippinerna i olympiska sommarspelen 2008
Filippinerna i olympiska sommarspelen 2008 bestod av 15 idrottare som blivit uttagna av Filippinernas olympiska kommitté.

## Boxning
- Huvudartikel: Boxning vid olympiska sommarspelen 2008

| Tävlande      | Viktklass     | Sextondelsfinal      | Åttondelsfinal       | Kvartsfinal          | Semifinal            | Final                |
| Tävlande      | Viktklass     | Motståndare Resultat | Motståndare Resultat | Motståndare Resultat | Motståndare Resultat | Motståndare Resultat |
| ------------- | ------------- | -------------------- | -------------------- | -------------------- | -------------------- | -------------------- |
| Harry Tañamor | Lätt flugvikt | Plange (GHA) L 3-6   | Gick inte vidare     | Gick inte vidare     | Gick inte vidare     | Gick inte vidare     |

## Bågskytte
- Huvudartikel: Bågskytte vid olympiska sommarspelen 2008
- Herrar

| Namn        | Gren         | Rankingrunda | Rankingrunda | 32-delsfinal             | 16-delsfinal     | 8-delsfinal      | Kvartsfinal      | Semifinal        | Final            | Final            |
| Namn        | Gren         | Poäng        | Seed         | Resultat                 | Resultat         | Resultat         | Resultat         | Resultat         | Resultat         | Plats            |
| ----------- | ------------ | ------------ | ------------ | ------------------------ | ---------------- | ---------------- | ---------------- | ---------------- | ---------------- | ---------------- |
| Mark Javier | Individuellt | 654          | 36           | Kuo (TPE) (29) L 102-106 | Gick inte vidare | Gick inte vidare | Gick inte vidare | Gick inte vidare | Gick inte vidare | Gick inte vidare |

## Friidrott
- Huvudartikel: Friidrott vid olympiska sommarspelen 2008

Förkortningar
- Noteringar – Placeringarna avser endast löparens eget heat
- Q = Kvalificerad till nästa omgång
- q = Kvalificerade sig till nästa omgång som den snabbaste idrottaren eller, i fältgrenarna, via placering utan att uppnå kvalgränsen.
- NR = Nationellt rekord
- N/A = Omgången ingick inte i grenen
- Bye = Idrottaren behövde inte delta i denna omgång

Herrar
Fältgrenar
| Idrottare    | Gren      | Kval    | Kval      | Final            | Final            |
| Idrottare    | Gren      | Distans | Placering | Distans          | Placering        |
| ------------ | --------- | ------- | --------- | ---------------- | ---------------- |
| Henry Dagmil | Längdhopp | 7.58    | 34        | Gick inte vidare | Gick inte vidare |

Damer
Fältgrenar
| Idrottare         | Gren      | Kval  | Kval      | Final            | Final            |
| Idrottare         | Gren      | Längd | Placering | Längd            | Placering        |
| ----------------- | --------- | ----- | --------- | ---------------- | ---------------- |
| Marestella Torres | Längdhopp | 6.17  | 35        | Gick inte vidare | Gick inte vidare |

## Simning
- Huvudartikel: Simning vid olympiska sommarspelen 2008

## Simhopp
Herrar
| Idrottare          | Gren | Kval   | Kval      | Semifinal        | Semifinal        | Final            | Final            |
| Idrottare          | Gren | Poäng  | Placering | Poäng            | Placering        | Poäng            | Placering        |
| ------------------ | ---- | ------ | --------- | ---------------- | ---------------- | ---------------- | ---------------- |
| Rexel Ryan Fabriga | 10 m | 358,85 | 28        | Gick inte vidare | Gick inte vidare | Gick inte vidare | Gick inte vidare |

Damer
| Idrottare        | Gren | Kval   | Kval      | Semifinal        | Semifinal        | Final            | Final            |
| Idrottare        | Gren | Poäng  | Placering | Poäng            | Placering        | Poäng            | Placering        |
| ---------------- | ---- | ------ | --------- | ---------------- | ---------------- | ---------------- | ---------------- |
| Sheila Mae Perez | 3 m  | 251,15 | 23        | Gick inte vidare | Gick inte vidare | Gick inte vidare | Gick inte vidare |

## Skytte
- Huvudartikel: Skytte vid olympiska sommarspelen 2008

## Taekwondo
| Idrottare              | Gren             | Åttondelsfinaler     | Kvartsfinaler        | Semifinaer           | Återkval             | Bronsmatch           | Final                | Final            |
| Idrottare              | Gren             | Motståndare Resultat | Motståndare Resultat | Motståndare Resultat | Motståndare Resultat | Motståndare Resultat | Motståndare Resultat | Placering        |
| ---------------------- | ---------------- | -------------------- | -------------------- | -------------------- | -------------------- | -------------------- | -------------------- | ---------------- |
| Tshomlee Go            | Herrarnas −58 kg | Carneli (AUS) L 0–1  | Gick inte vidare     | Gick inte vidare     | Gick inte vidare     | Gick inte vidare     | Gick inte vidare     | Gick inte vidare |
| Mary Antoinette Rivero | Damernas −67 kg  | Šarić (CRO) L 1–4    | Gick inte vidare     | Gick inte vidare     | Gick inte vidare     | Gick inte vidare     | Gick inte vidare     | Gick inte vidare |

## Tyngdlyftning
- Huvudartikel: Tyngdlyftning vid olympiska sommarspelen 2008